# 貝亞特麗切·倩契
貝亞特麗切·倩契（義大利語：Beatrice Cenci，義大利語發音：[beaˈtriːtʃe ˈtʃɛntʃi]；1577年2月6日—1599年9月11日）是一名羅馬的年輕貴族女性，其因谋杀虐待自己的父親而聞名於世。貝亞特麗切和她的同伴在受審時受到當局駭人聽聞的對待，這使得她的故事更具傳奇性，並得以流傳到後世。貝亞特麗切·倩契最後於1599年被判斬首。
她的事蹟被許多知名創作者改編成文學或戲劇作品，如珀西·比希·雪萊、司湯達、納撒尼爾·霍桑和阿爾弗雷德·諾貝爾。

## 生平
貝亞特麗切的父親是弗朗切斯科·倩契伯爵（Count Francesco Cenci），母親是愛里西里亞·桑塔克羅切（Ersilia Santacroce），弗朗切斯科伯爵是一位風流且具有暴力傾向的男人。1584年6月，貝亞特麗切七歲時，母親愛里西里亞便去世，貝亞特麗切和她的姊姊安東尼娜之後被送到羅馬科隆納區的一間小型修道院「Santa Croce a Montecitorio」去。
倩契家住在羅馬雷戈拉區。成員包括弗朗切斯科的第二任妻子盧克蕾齊亞·彼得羅尼（Lucrezia Petroni），貝亞特麗切的哥哥賈科莫，和弗朗切斯科在第二段婚姻中所生下的兒子貝納多。他們家在羅馬北方的小村莊佩特雷拉薩爾托還擁有一座城堡。
根據傳說中的記載，弗朗切斯科虐待他的第一任妻子愛里西里亞，也會虐待他的兒子們，還曾多次性侵貝亞特麗切，犯下亂倫罪。他曾因其他罪名而被逮捕入獄，但很快又被釋放。貝亞特麗切曾試圖將自己和家人所受的待遇告知有關當局，但從來沒有任何公權力介入此事。當弗朗切斯科發現他的女兒竟告發他時，他將貝亞特麗切和盧克蕾齊亞送離羅馬，送到阿布魯佐山間，位於佩特雷拉薩爾托的那座屬於倩契家的城堡中。

### 謀殺
倩契家的四個人（貝亞特麗切、盧克蕾齊亞、賈科莫和貝納多）發現他們別無選擇，決心要永遠擺脫弗朗切斯科，並共同策劃了一場陰謀。1598年，在弗朗切斯科待在城堡中的那天，兩名奴僕幫助這家人對弗朗切斯科下藥，但這未能殺死弗朗切斯科。在這之後，貝亞特麗切、她的兄弟們和她的繼母用鐵鎚將弗朗切斯科毆打致死，並將他的屍體從陽台上扔下去，想讓他的死看起來像是一場墜落意外。
1598年9月9日，弗朗切斯科的屍體在羅卡山（Rocca mountain）下一個菜園中被發現。葬禮結束後，屍體很快被埋葬在當地的聖瑪麗亞教堂（Chiesa di Santa Maria）中，倩契家任何一名成員都沒有來參加葬禮。起初沒有人調查他的死，但伯爵的名氣和各種謠言讓有關當局（教宗警察）決定介入並調查他的死因。屍體重新被挖掘出來，醫生們仔細檢查了他的傷口，將摔死排除在死因之外。
倩契家成員被視為嫌疑犯，並遭到監禁。其中一名奴僕在審訊中受拷打而死，但沒有鬆口。與此同時，另一名奴僕忍受不住拷打而透露了部分真相，但馬上就被倩契家一位瞭解事件真相的朋友下令殺害封口，以免他說出更進一步的證言。儘管如此，在各種酷刑伺候之下，賈科莫、貝納多和貝亞特麗切等人仍一一認罪，倩契家四名成員被捕，並被判處死刑。知道事件前因後果的羅馬市民們為倩契家叫屈，他們反對法庭的判決，並要求將處刑時間往後延期。然而近期才發生過聖克羅切伯爵夫人（Countess of Santa Croce）因經濟利益而被兒子謀殺的案件，教宗克勉八世擔心弒親案將一而再，再而三地發生，對此並沒有流露出一絲憐憫。
1599年9月11日黎明時分，倩契一家被帶往聖天使城堡的橋上，那裡通常有在建造鷹架。在前往鷹架的車上，賈科莫受到了持續的虐待，抵達鷹架時，賈科莫的頭顱被大頭槌打碎而死。他的屍體隨後被分成四等分。盧克蕾齊亞和貝亞特麗切依序被公開處刑，她們輪流被一把小斧頭斬首而死。只有年僅12歲的貝納多倖免於難，但他仍被帶到鷹架下，被迫觀看他家人的處決，然後才被關回獄中，一年後被釋放。倩契家的財產被充公，財產被交給了教宗自己的家庭。貝亞特麗切的遺體被埋葬在金山聖伯多祿堂。

## 傳說
貝亞特麗切成為了羅馬市民對抗傲慢貴族的象徵。
聖天使城堡有一個傳說，據說每年9月10日至11日的午夜時分，貝亞特麗切的鬼魂會出現在聖天使城堡的橋上。當9月11日午夜時分的鐘聲響起時，會有個抱著一顆人頭的女人人影沿著橋靜靜地走著，在她面向台伯河後，又如同不曾存在般消失無蹤。

## 後世創作中的貝亞特麗切·倩契

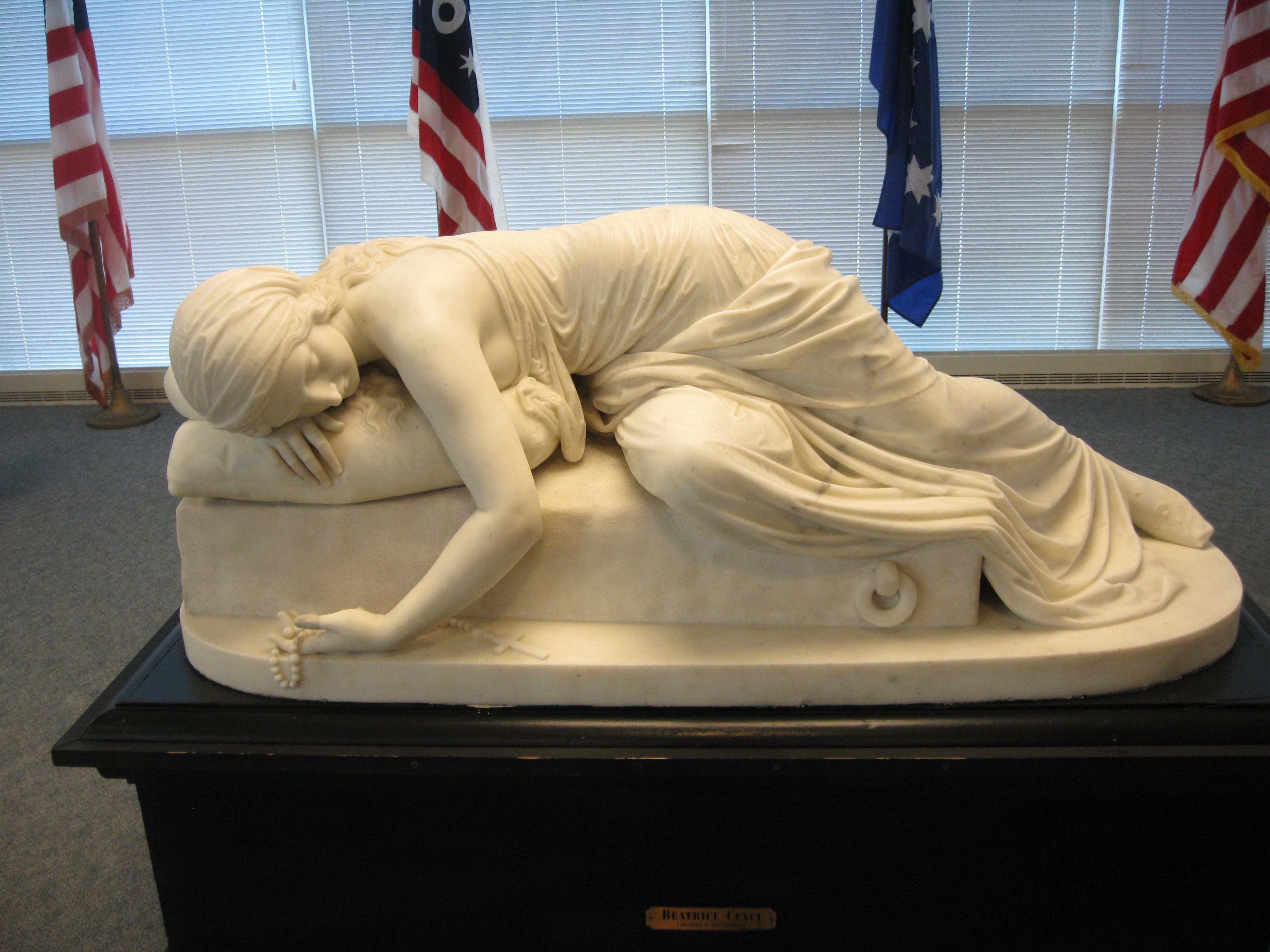
哈莉特·霍斯默的雕塑作品《貝亞特麗切·倩契》

貝亞特麗切·倩契成為了數個文學和藝術作品的題材。

### 戲劇與小說
- 《The Unnatural Combat》（大約1619），菲利普·馬辛格（英语：Philip Massinger）所著的劇作。
- 《倩契（英语：The Cenci）》（1819），珀西·比希·雪萊所著的詩劇，影響後世許多有關貝亞特麗切的創作。
- 《貝亞特麗切·倩契》（1833），由屈斯汀侯爵（英语：Marquis de Custine）所著。
- 《倩契》（1837），司湯達所著的短篇故事。
- 《貝亞特麗切·倩契》（1839），波蘭詩人尤利烏什·斯沃瓦茨基所著的詩劇。
- 〈倩契〉（1840），大仲馬在《Celebrated Crimes》第1卷中所寫的文章。
- 《貝亞特麗切·倩契》（1845），由貢薩爾維斯·迪亞士（英语：Gonçalves Dias）所著的詩劇。
- 《皮耶，或曖昧迷離（英语：-{Pierre; or, The Ambiguities}-）》（1852），由赫爾曼·梅爾維爾所著的小說，圭多·雷尼描繪的貝亞特麗切肖像畫出現在小說中。
- 《貝亞特麗切·倩契》（1854），由義大利作家弗朗西斯科·多梅尼科·圭拉齊（英语：Francesco Domenico Guerrazzi）所著的小說。
- 《大理石牧神（英语：The Marble Faun）》（1860），由納撒尼爾·霍桑所著的哥德小說，雷尼的畫作和貝亞特麗切的傳說在書中佔有重要戲份。書中的兩位主要女性角色希爾達（Hilda）和米瑞安（Miriam）以貝亞特麗切是否有罪為主題進行辯論，希爾達認為貝亞特麗切的行為是一種「不可饒恕的罪行」，米瑞安則認為「根本無罪，在那種情況下是最好且合理的美德」。霍桑將米瑞安描寫為和貝亞特麗切有許多共通點，讀者必須自行決定米瑞安是一位復仇者還是一名罪犯。

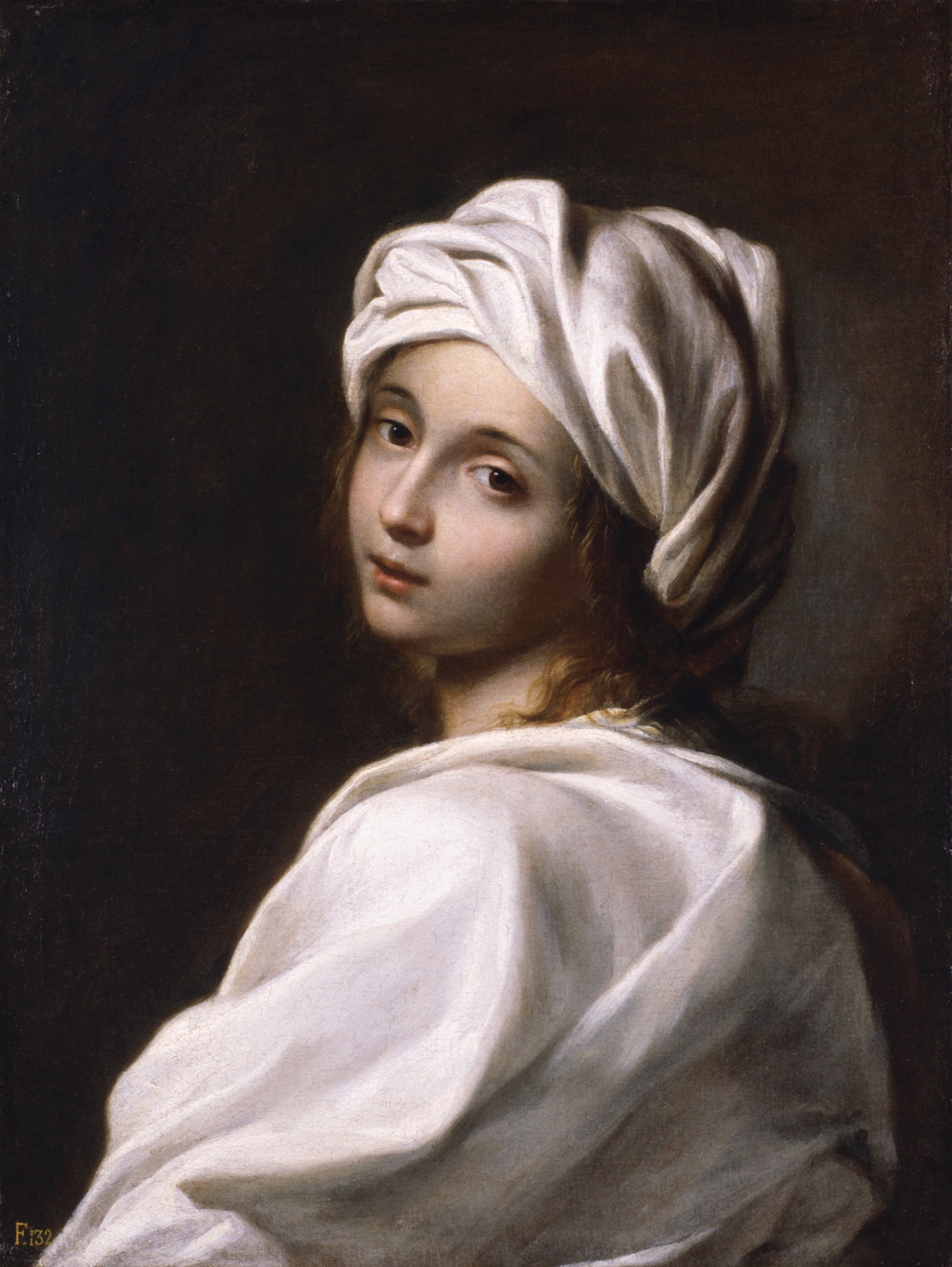
貝亞特麗切·倩契的肖像畫，由圭多·雷尼或伊莉莎貝塔·希拉尼所繪製，據說作畫時間位於她生前。這幅畫受到了司湯達、狄更斯和納撒尼爾·霍桑的讚賞，並激發了珀西·比希·雪萊的靈感，使他創作出《倩契》一劇。

- 《Beatrice Cenci (In a City Shop-Window)》（1871），美國詩人莎拉·皮亞特（英语：Sarah Morgan Bryan Piatt）所寫的詩。
- 《Nemesis》（1896），由阿爾弗雷德·諾貝爾所著的悲劇。
- 《Legende und Wahrheit der Beatrice Cenci》（1926），由史蒂芬·褚威格所著的短篇故事。
- 《倩契》（1935），由安托南·阿爾托所著的戲劇，改編自雪萊的作品。
- 《貝亞特麗切·倩契》（1949－1950），由貝爾托德·戈爾德施密特（英语：Berthold Goldschmidt）所著的歌劇，改編自雪萊的作品。
- 《倩契》（1951－1952），由哈維格·布萊恩所著的歌劇，改編自雪萊的作品。
- 《Finis the Cenci》（1954），由F·R·史考特（英语：F. R. Scott）所著的17行詩。
- 《A Tale for Midnight》（1955），由弗雷德里克·普羅科什（英语：Frederic Prokosch）所著的小說。
- 《貝亞特麗切·倩契》（1958），由阿爾貝托·莫拉維亞所著的戲劇。
- 《貝亞特麗切·倩契》（1971），由阿爾伯托·希納斯特拉所著的歌劇，改編自雪萊的作品。
- 《Beatrice Chancy》（1998），由喬治·艾略特·克拉克（英语：George Elliott Clarke）和詹姆士·羅弗（英语：James Rolfe (composer)）所著的歌劇，故事舞台改為19世紀的加拿大新斯科細亞省。
- 《The Cenci Family》（2004），由盧坎普（英语：Lu Kemp）所執導的廣播劇，由女演員莎莉·霍金斯飾演貝亞特麗切。
- 《Cenci : Telle une fleur coupée》（2004），由讓·羅基（法语：Jean Rocchi）所著的小說。
- 《Last Will》（2006），由麗莎·麥可隆（法语：Liza Marklund）所著的小說，故事情節中提及了雷尼的畫作和貝亞特麗切的故事。

### 雕塑、繪畫和攝影

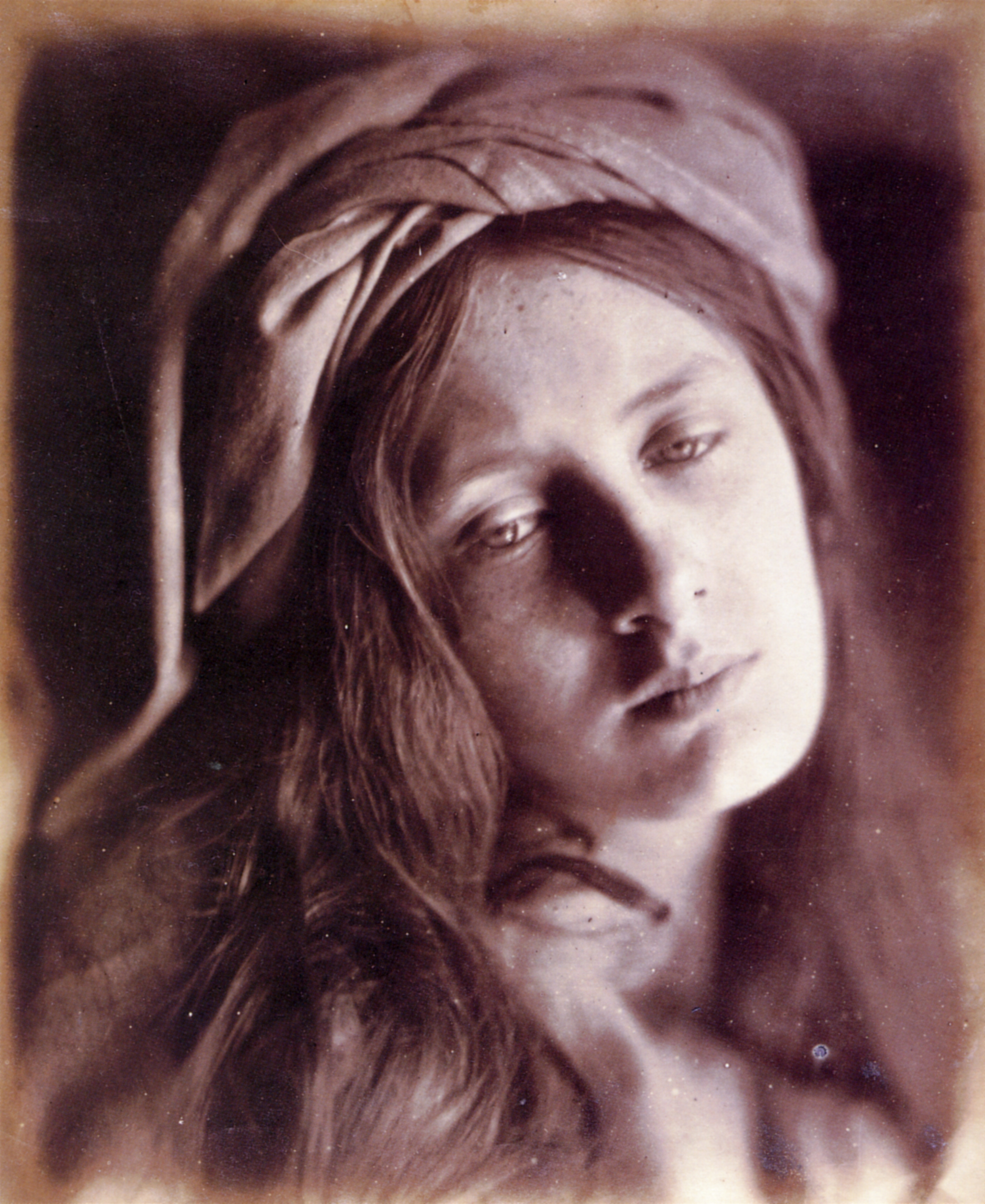
《貝亞特麗切·倩契》（1866），攝影者為茱莉亞·瑪格麗特·卡梅隆。

- 義大利畫家卡拉瓦喬目睹了貝亞特麗切·倩契的公開處刑，這可能成為了他的作品《朱蒂斯斬殺敵將（英语：Judith Beheading Holofernes (Caravaggio)）》當中斬首場景的靈感[5]。
- 美國雕塑家哈莉特·霍斯默（英语：Harriet Hosmer）的雕塑作品《貝亞特麗切·倩契》（1857），現存於美國密蘇里大學聖路易斯分校（英语：University of Missouri-St. Louis）。
- 攝影家茱莉亞·瑪格麗特·卡梅隆1866年的一系列以貝亞特麗切為主題的蛋白印相作品，卡梅倫將她的模特兒梅·普林瑟普（May Prinsep）打扮成貝亞特麗切的模樣。

### 電影
- 《滄海孤女恨（英语：Secret Ceremony）》（1968），由約瑟夫·羅西（英语：Joseph Losey）執導的英國電影，電影中有一名叫「倩契」的角色，由米亞·法羅飾演，角色原型來自貝亞特麗切。
- 《The Conspiracy of Torture》（1969），由盧西奧·弗爾茲執導的義大利電影，以貝亞特麗切·倩契的故事為主題，由亞德蓮·拉茹莎（英语：Adrienne La Russa）飾演貝亞特麗切。故事情節相當接近歷史上貝亞特麗切的真實經歷，弗爾茲總說這是他最喜歡的其中一部電影。
- 《穆荷蘭大道》（2001），由大衛·林區執導的美國電影。雷尼繪製的貝亞特麗切肖像畫掛在劇中角色露絲·艾爾慕（Ruth Elms）位於好萊塢的公寓中，